# Careri
Careri (Harèri in calabrese e greco-calabro) è un comune italiano di 2 063 abitanti della città metropolitana di Reggio Calabria in Calabria.

## Geografia fisica
Careri è un piccolo centro montano posto a 100 km da Reggio Calabria, situato a 320 m sul versante orientale del massiccio montuoso dell'Aspromonte.

## Storia
Secondo la leggenda il paese trarrebbe origine dall'antica Pandora, distrutta da un terrificante terremoto nel 1507. Gli abitanti di questo centro, in seguito al sisma, si sarebbero dispersi in varie zone insediandosi soprattutto nell'area che ospita oggi il paese.
Fino a quando non fu riconosciuto comune autonomo, nel 1836, fu feudo conteso da ricchi casati, subendo, dunque, come molti altri centri, il sistema feudale.
Il feudo è passato dai Fedele di Bagnara ai Coscinà di Palmi (1710-1767), agli Spinelli, Principi di Cariati (1767-1811). Durante il "governo" degli Spinelli, i Francesi cambiarono l'ordinamento amministrativo della Calabria a più riprese e gli Spinelli dovettero cedere parecchie terre demaniali. Il nuovo ordinamento amministrativo voluto nel 1799 dal generale Championnet comprendeva Careri nel Cantone di Roccella, Dipartimento della Sagra. Otto anni dopo, con la legge del 19 gennaio 1807, Careri veniva degradato a "luogo" del cosiddetto governo di Ardore. Veniva addirittura declassato a "villaggio" cioè a frazione di Benestare, nella giurisdizione di Ardore a seguito del decreto del 4 maggio 1811. Dovevano passare 25 anni prima che Careri venisse rilevato a comune autonomo,con l'aggregazione di Natile, a seguito del decreto del 18 luglio 1836. È stato durante la dominazione militare francese che gli Spinelli furono chiamati in causa per la divisione delle terre demaniali con i comuni di Careri, Natile e Platì della Provincia di Calabria Ulteriore Prima.
Venne colpito duramente, riportandone gravi danni, dai sismi del 1783 e del 1908, a cui si aggiunse la catastrofe operata dalle alluvioni del 18 ottobre del 1951 (10 vittime) e del 1973. Infatti le alluvioni, ancora oggi, sono il grande problema di questo caratteristico centro.

### Simboli
Lo stemma e il gonfalone sono stati concessi con DPR del 4 gennaio 1971.
Il gonfalone è un drappo troncato di giallo e di rosso.

## Monumenti e luoghi d'interesse
La Guardia, nella quale risiede un monumento dedicato ai caduti delle guerre mondiali.

## Società

### Evoluzione demografica
Abitanti censiti

## Economia
L'economia di Careri si basa principalmente sull'agricoltura, con produzione principale di cereali, olive e frutta, e sull'allevamento di ovini e di bovini.

## Infrastrutture e trasporti
Il comune è attraversato dalla Strada provinciale 2 di Bagnara Calabra e Bovalino e dalla Strada provinciale 2dir.

## Amministrazione
| Periodo                                       | Periodo                                                    | Primo cittadino                                                                            | Partito                                 | Carica                  | Note                                      |
| --------------------------------------------- | ---------------------------------------------------------- | ------------------------------------------------------------------------------------------ | --------------------------------------- | ----------------------- | ----------------------------------------- |
| 24 giugno 1988                                | 19 giugno 1993                                             | Giuseppe Trimboli                                                                          | Partito Socialista Democratico Italiano | Sindaco                 | [ 7 ]                                     |
| 21 giugno 1993                                | 28 aprile 1997                                             | Giuseppe Pipicella                                                                         | Indipendente                            | Sindaco                 | [ 8 ]                                     |
| 28 aprile 1997                                | 14 maggio 2001                                             | Giuseppe Pipicella                                                                         | Lista civica di centro-sinistra         | Sindaco                 | [ 9 ]                                     |
| 14 maggio 2001                                | 30 maggio 2006                                             | Gaetano Pipicella                                                                          | Lista civica                            | Sindaco                 | [ 10 ]                                    |
| 30 maggio 2006                                | 7 febbraio 2007                                            | Gaetano Pipicella                                                                          | Lista civica di centro-sinistra         | Sindaco                 | [ 11 ] [ 12 ]                             |
| 7 febbraio 2007                               | 27 maggio 2007                                             | Salvatore Fortuna                                                                          |                                         | Commissario prefettizio | [ 13 ]                                    |
| 29 maggio 2007                                | 15 febbraio 2012                                           | Gaetano Pipicella                                                                          | Lista civica                            | Sindaco                 | [ 14 ] [ 12 ]                             |
| 15 febbraio 2012 5 giugno 2012 3 ottobre 2013 | 26 maggio 2014 5 giugno 2012 3 ottobre 2013 26 maggio 2014 | Maria Cacciola Andrea Nino Caputo Adele Maio Rosa Della Monica Luca Rotondi Marisa Di Vito |                                         | Commissari straordinari | [ 15 ] [ 16 ] [ 17 ] [ 18 ] [ 19 ] [ 20 ] |
| 26 maggio 2014                                | 11 gennaio 2019                                            | Giuseppe Rocco Giugno                                                                      | Lista civica                            | Sindaco                 | [ 22 ] [ 23 ]                             |
| 11 gennaio 2019                               | 6 ottobre 2021                                             | Francesco Greco Salvatore Guerra Maurizio Ianieri                                          |                                         | Commissari straordinari | [ 24 ] [ 25 ] [ 26 ]                      |
| 6 ottobre 2021                                | in carica                                                  | Giuseppe Pipicella                                                                         | Lista civica                            | Sindaco                 | [ 28 ]                                    |